# Estação de Recolha da Boavista
A Estação de Recolha da Boavista, igualmente conhecida como Remise da Boavista, foi uma das principais infra-estruturas de apoio ao sistema de transporte de carros eléctricos e americanos da cidade do Porto, em Portugal.

## Caracterização
Apresentava-se como um edifício de grandes dimensões, construído junto à Rotunda da Boavista, no local onde foi posteriormente construída a Casa da Música.

## História

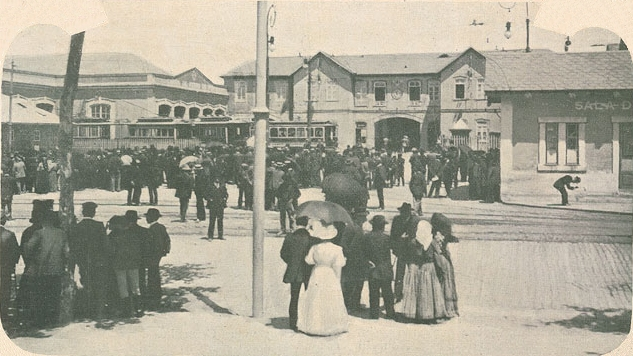
Depósito dos eléctricos da Boavista em 1909, aquando de uma reunião sobre a greve dos funcionários.

Desde a sua construção até aos últimos anos antes da sua demolição, foi o ponto central do sistema de transportes públicos sobre carris do Porto, situando-se junto da Estação Ferroviária da Boavista.
Foi edificada em 1874 para servir de sede e oficina da Companhia Carris de Ferro do Porto, que abriu ao serviço, em 14 de Agosto, a linha desde a Praça de Carlos Alberto até à Foz (Cadouços), via Boavista e Fonte da Moura. No entanto, em 3 de Novembro de 1875 a estação da Boavista foi destruída num incêndio.
Em 28 de Fevereiro de 1928, é novamente atingido por um incêndio, sendo 23 carros eléctricos, quatro atrelados e duas zorras perdidas, e seis carros eléctricos muito danificados. Foi posteriormente construída uma nova remise neste local, com novas oficinas, totalizando vinte linhas. Inicialmente, também se localizavam aqui as oficinas dos autocarros e troleicarros.
Em 1988, com a redução dos serviços de eléctricos, a Remise da Boavista perdeu importância, passando a recolha a ser feita nas instalações de Massarelos; porém, as oficinas foram mantidas na Boavista, e foram aqui albergados os eléctricos fora de serviço, tendo alguns sido aqui restaurados, para serem exibidos no Museu do Carro Eléctrico, em Massarelos.  Ainda foi utilizada para guardar os eléctricos de serviço entre Março a Julho de 1991, Junho a Novembro de 1998 e Fevereiro a Maio de 1999, devido a obras. Em Maio de 1998, foi aqui realizado um desfile de moda, no âmbito do festival Porto de Moda '98. Em Agosto de 1999, este edifício foi evacuado e demolido, para ser construído, no seu lugar, a Casa da Música.